# Thionia longipennis
Thionia longipennis är en insektsart som först beskrevs av Maximilian Spinola 1839.  Thionia longipennis ingår i släktet Thionia och familjen sköldstritar. Inga underarter finns listade i Catalogue of Life.